# Білокринична вулиця (Київ, Березняки)
Білокрини́чна ву́лиця — зникла вулиця, що існувала в Дніпровському районі (на той час — Дарницькому) міста Києва, місцевості Березняки, Кухмістерська слобідка. Пролягала від вулиці Червоний Приплав (у кінці 1950-х років — від вулиці Юрія Шумського) до кінця забудови (озеро).

## Історія
Виникла в 1-й чверті XX століття, мала назву (2-га) Жовтнева. У 1941–1943 роках мала назву Канівська. Назву Білокринична вулиця набула 1955 року.
Ліквідована 1971 року у зв'язку зі знесенням старої забудови.